# Wereldkampioenschappen openwaterzwemmen 2008
De Wereldkampioenschappen openwaterzwemmen 2008 werden gehouden van 3 tot en met 8 mei 2008 in Sevilla, Spanje. De 10 kilometer was onderdeel van de kwalificatieprocedure voor de Olympische Zomerspelen in Peking, China. Maarten van der Weijden en Edith van Dijk kwalificeerden zich namens Nederland voor de Spelen, namens België wist Brian Ryckeman zich te kwalificeren.

## Medaillespiegel
| Plaats | Land                | Goud | Zilver | Brons | Totaal |
| 1      | Rusland             | 4    | 2      | 2     | 8      |
| 2      | Nederland           | 1    | 1      | 1     | 3      |
| 3      | Duitsland           | 1    | 0      | 1     | 2      |
| 4      | Verenigd Koninkrijk | 0    | 2      | 0     | 2      |
| 5      | Verenigde Staten    | 0    | 1      | 1     | 2      |
| 6      | Spanje              | 0    | 0      | 1     | 1      |
| Totaal | Totaal              | 6    | 6      | 6     | 18     |

## Podia

### Mannen
| Afstand:                    | Goud:                             | Tijd    | Zilver:                          | Tijd    | Brons:                            | Tijd    |
| Mannen 5 kilometer details  | Thomas Lurz Duitsland             | 54.57   | Vladimir Dyatchin Rusland        | 54.58   | Maarten van der Weijden Nederland | 54.59   |
| Mannen 10 kilometer details | Vladimir Dyatchin Rusland         | 1:53.21 | David Davies Verenigd Koninkrijk | 1:53.21 | Thomas Lurz Duitsland             | 1:53.27 |
| Mannen 25 kilometer details | Maarten van der Weijden Nederland | 5:04.01 | Mark Warkentin Verenigde Staten  | 5:04.01 | Joeri Koedinov Rusland            | 5:04.02 |

### Vrouwen
| Afstand:                     | Goud:                    | Tijd    | Zilver:                              | Tijd    | Brons:                        | Tijd    |
| Vrouwen 5 kilometer details  | Larisa Iltsjenko Rusland | 1:00.04 | Jekaterina Seliverstova Rusland      | 1:00.07 | Chloe Sutton Verenigde Staten | 1:00.09 |
| Vrouwen 10 kilometer details | Larisa Iltsjenko Rusland | 2:02.02 | Cassandra Patten Verenigd Koninkrijk | 2:02.05 | Yurema Requeña Spanje         | 2:02.07 |
| Vrouwen 25 kilometer details | Ksenia Popova Rusland    | 5:27.48 | Edith van Dijk Nederland             | 5:27.50 | Natalia Pankina Rusland       | 5:27.53 |